# تا ماه و برگشت (ترانه سوج گاردن)
«تا ماه و برگشت» (به انگلیسی: To the Moon and Back) ترانه‌ای از گروه استرالیایی سَوِج گاردن است.
«تا ماه و برگشت» در ۴ نوامبر ۱۹۹۶ در قالب دومین تک آهنگ از اولین آلبوم گروه منتشر شد و دنبالهٔ موفقیت اولین تک‌آهنگ آنها با نام «می‌خواهمت» شد. این قطعه در سال ۱۹۹۷ برندهٔ جایزهٔ اِی‌آرآی‌اِی برای «بهترین ترانهٔ سال» شد. «تا ماه و برگشت» که اولین تک‌آهنگ شمارهٔ یک گروه در کشورش خاستگاه‌شان بود در جدول تک‌آهنگ‌های بریتانیا به رتبهٔ سوم رسید و در ایالات متحده تا ردهٔ ۲۴ بیلبورد هات ۱۰۰ صعود کرد.

## محتوا
شعر «تا ماه و برگشت» دربارهٔ زنی نوشته شده که در تلاش است کسی را پیدا کند تا او را با تمام معایبش دوست داشته باشد. او برای لطمه ندیدن احساساتش از جهان بی‌رحم و ناعادل به دنیایی خیالی پناه برده‌است.
دارن هیز (خواننده و ترانه‌سرا) در توصیف مفهوم ترانه‌های اولین آلبوم‌شان در اپل میوزیک دربارهٔ «تا ماه و برگشت» چنین گفته‌است:
من یک طرفدار بزرگ داستان‌های علمی/تخیلی بودم - عاشق بلید رانر بودم. من ترانه را از این منظر یا با این ایده نوشتم که معنای انسان بودن چیست… فردی در زندگی من بود که شخصیت بسیار سرد و نچسبی داشت و همهٔ کسانی را که دوستش داشتند از حود رانده بود. اما می‌توانستم زیر آن پوستهٔ سخت، درد و خیلی چیزهایی را ببینم که با جمله‌های «مامان هیچوقت خیلی دوستش نداشت، بابا هرگز با او در تماس نبود» توصیف‌شان کردم.

## موزیک ویدئوها
برای «تا ماه و برگشت» سه موزیک ویدئوی مختلف ساخته و منتشر شده‌است. اولین آن‌ها که سیاه و سفید است هم‌زمان با انتشار ترانه در استرالیا توسط کاترین کینز و کریس بنتلی ساخته شد. در این نسخه هِیز و جونز جایی که به نظر می‌رسد داخل یک سفینهٔ فضایی است ترانه را اجرا می‌کنند در حالی که یک مسافر زن تماشاگر آن‌هاست. نسخه‌ای از این ویدئو همراه با ریمیکس رقص ترانه هم منتشر شده‌است.
ویدئوی دوم که هم‌زمان با انتشار تک‌آهنگ در ایالات متحده و بریتانیا منتشر شد را نایجل دیک کارگردانی کرده‌است. در این نسخه هِیز و جونز در حال اجرا در آپارتمانی در مالیبو هستند در حالی که یک زن اجرای‌شان را ضبط می‌کند. در این ویدئو که در ۱۷ و ۱۸ آوریل ۱۹۹۷ فیلمبرداری شده هیز با موهای بلند نشان داده می‌شود.
نسخهٔ سوم ویدئو در نیویورک فیلمبرداری شده‌است و یک دختر نوجوان با ظاهری افسرده را نشان می‌دهد که با مترو برای ملاقات با دوستانش (ظاهراً افراد ناسازگار دیگری مانند خودش) سفر می‌کند. این ویدیو هِیز را با موهای کوتاه نشان می‌دهد و شناخته شده‌ترین نسخه از سه نسخه است.

## موقعیت در چارت‌های موسیقی
| چارت (۱۹۹۶–۱۹۹۹)                                | بالاترین جایگاه |
| ----------------------------------------------- | --------------- |
| استرالیا (ای‌آرآی‌ای)                             | ۱               |
| بلژیک (اولتراتاپ ۵۰ فلاندرز)                    | ۲۸              |
| تک‌آهنگ‌های برتر کانادا (آرپی‌ام)                  | ۱۵              |
| موسیقی معاصر بزرگسالان کانادا (آرپی‌ام)          | ۱۷              |
| راک/آلترناتیو کانادا (آرپی‌ام)                   | ۲۷              |
| اروپا (یوروچارت هات ۱۰۰)                        | ۲۳              |
| فرانسه (اس‌ان‌ئی‌پی)                               | ۱۱              |
| آلمان (جدول‌های رسمی آلمان)                      | ۱۴              |
| یونان (آی‌اف‌پی)                                  | ۴               |
| ایسلند (ایسلنسکی لیستین)                        | ۲۷              |
| ایرلند (ایرما)                                  | ۱۴              |
| هلند (۴۰ آهنگ برتر)                             | ۳۳              |
| هلند (۱۰۰ تک‌آهنگ برتر)                          | ۳۵              |
| نیوزیلند (ریکوردد میوزیک ان‌زد)                  | ۴               |
| اسکاتلند (اوسی‌سی)                               | ۴               |
| سوئد (فهرست برترین‌های سوئد)                     | ۱۱              |
| سوئیس (شوایزر هیت‌پاراد)                         | ۱۶              |
| تک‌آهنگ‌های بریتانیا (اوسی‌سی)                     | ۳               |
| بیلبورد هات ۱۰۰ ایالات متحده                    | ۲۴              |
| بزرگسالان معاصر ایالات متحده (بیلبورد)          | ۲۹              |
| ۴۰ تک‌آهنگ برتر بزرگسالان ایالات متحده (بیلبورد) | ۱۷              |
| ۴۰ آهنگ برتر جریان اصلی ایالات متحده (بیلبورد)  | ۱۷              |

| چارت (۲۰۲۲)                          | بالاترین جایگاه |
| ------------------------------------ | --------------- |
| لهستان (۱۰۰ آهنگ برتر ایرپلی لهستان) | ۹۱              |

| چارت (۱۹۹۶)         | جایگاه |
| ------------------- | ------ |
| استرالیا (ای‌آرآی‌ای) | ۷۲     |

| چارت (۱۹۹۷)              | جایگاه |
| ------------------------ | ------ |
| استرالیا (ای‌آرآی‌ای)      | ۱۷     |
| کانادا (آرپی‌اِم)          | ۹۴     |
| نیوزیلند (آرآی‌اِی‌اِن‌زد)    | ۴۷     |
| رومانی (تاپ ۱۰۰ رومانی)  | ۳۲     |
| سوئد (Sverigetopplistan) | ۲۷     |

| چارت (۱۹۹۸)           | جایگاه |
| --------------------- | ------ |
| آلمان (جی‌اف‌کی چارتس)  | ۸۲     |
| آفیشال چارتس بریتانیا | ۳۰     |

| چارت (۱۹۹۹)       | جایگاه |
| ----------------- | ------ |
| فرانسه (اِس‌اِن‌ئی‌پی) | ۹۸     |